# (22725) Drabble
(22725) Drabble est un astéroïde de la ceinture principale.

## Description
(22725) Drabble est un astéroïde de la ceinture principale. Il fut officiellement découvert le 19 septembre 1998 à la station Anderson Mesa par le programme LONEOS, mais repéré dès 1987. Il présente une orbite caractérisée par un demi-grand axe de 2,37 UA, une excentricité de 0,15 et une inclinaison de 5,3° par rapport à l'écliptique.

## Compléments